# Kanton Doullens
Kanton Doullens (fr. Canton de Doullens) je francouzský kanton v departementu Somme v regionu Hauts-de-France. Skládá se z 44 obcí. Před reformou kantonů 2014 ho tvořilo 14 obcí.

## Obce kantonu
od roku 2015:
| - Agenville - Autheux - Authieule - Barly - Béalcourt - Beaumetz - Beauquesne - Beauval - Bernâtre - Bernaville - Berneuil - Boisbergues - Bonneville - Bouquemaison - Brévillers - Candas - Conteville - Domesmont - Domléger-Longvillers - Doullens - Épécamps - Fieffes-Montrelet | - Fienvillers - Frohen-sur-Authie - Gézaincourt - Gorges - Grouches-Luchuel - Hem-Hardinval - Heuzecourt - Hiermont - Humbercourt - Longuevillette - Lucheux - Maizicourt - Le Meillard - Mézerolles - Montigny-les-Jongleurs - Neuvillette - Occoches - Outrebois - Prouville - Remaisnil - Saint-Acheul - Terramesnil |

před rokem 2015:
- Authieule
- Beauquesne
- Beauval
- Bouquemaison
- Brévillers
- Doullens
- Gézaincourt
- Grouches-Luchuel
- Hem-Hardinval
- Humbercourt
- Longuevillette
- Lucheux
- Neuvillette
- Terramesnil